# Gustav Adolf Kleinfeller

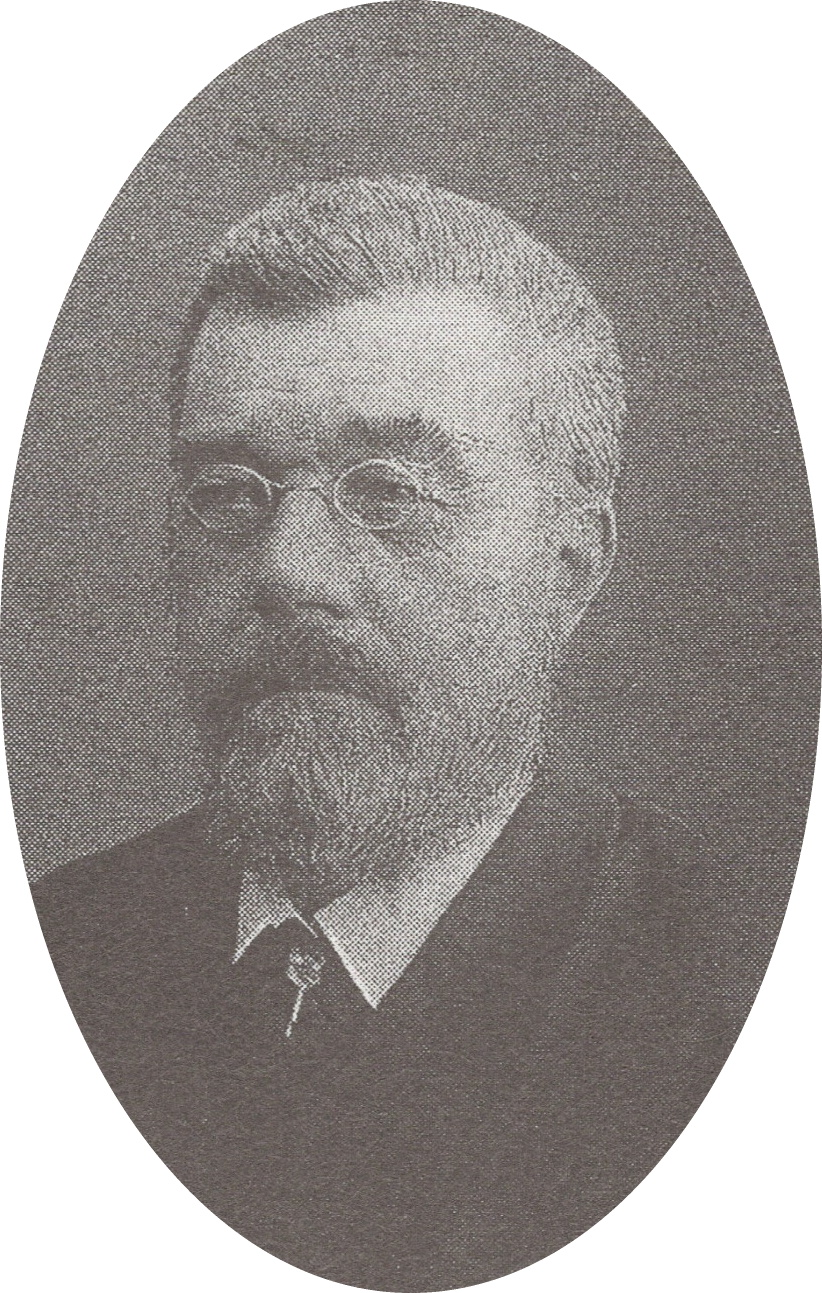
Gustav Adolf Kleinfeller, Fotografie von Otto Reitmayer nach 1870

Gustav Adolf Kleinfeller (* 22. Februar 1824 in Kitzingen; † 31. Mai 1899 in München) war ein bayerischer Gymnasiallehrer und Pädagoge. Er gilt als Begründer des Realschulwesens im Königreich Bayern.

## Leben und Wirken
Gustav Adolf Kleinfeller wurde am 22. Februar 1824 in der bayerischen Landgerichtsstadt Kitzingen geboren. Über die Familie und Ausbildung des späteren Lehrers ist nur wenig bekannt. Zunächst lehrte Kleinfeller ab 1850 Mathematik und Physik an der Polytechnischen Schule in Bayreuth. Später wurde er Lehrer in Augsburg und München. Im Jahr 1868 übernahm Kleinfeller das Rektorat der Münchener Industrieschule, die Teil der Technischen Hochschule München werden sollte.
Im Jahr 1872 erweiterte er die Schule um eine Handelsabteilung. Zuletzt bekleidete Kleinfeller den Posten eines Oberstudienrates. Nach seiner Pensionierung wurde Gustav Adolf Kleinfeller von König Ludwig II. in den Obersten Schulrat Bayerns berufen. Dort bemüht sich Kleinfeller vor allem um den Ausbau des Realschulwesens. Unter anderem geht die Erweiterung der dreiklassigen Realschule zu einem sechsklassigen Schultyp auf ihn zurück. Gustav Adolf Kleinfeller starb am 31. Mai 1899 in München.